# کینگدم هارتس ۳
کینگدم هارتس ۳ (به انگلیسی: Kingdom Hearts III) یک بازی ویدئویی در سبک نقش‌آفرینی اکشن است که توسط شرکت اسکوئر انیکس توسعه یافته و در ژانویه ۲۰۱۹، برای کنسول‌های پلی‌استیشن ۴ و ایکس‌باکس وان منتشر شده‌است. این دوازدهمین نسخه در مجموعه بازی‌های کینگدم هارتس، و دنبالهٔ کینگدم هارتس ۲ به‌شمار می‌رود و همچنین اولین بازی در این سری است که برای سیستم‌عامل مایکروسافت ویندوز عرضه شد. داستان بازی پس از رخدادهای نسخه کینگدم هارتس سه‌بعدی: دریم دراپ دیستنس اتفاق می‌افتد و شخصیت اصلی در این بازی نیز سورا است؛ که به دانلد داک، گوفی، میکی ماوس و ریکو در جستجوی هفت نگهبان روشنایی و کلید بازگشت به قلب ملحق می‌شود.
خبر ساخت بازی برای اولین بار در نمایشگاه ای۳ ۲۰۱۳ با نشان دادن نمایشی از بازی رونمایی شد. تتسویا نومورا کارگردان بازی کمی بعد اظهار داشت، نمایش بازی خیلی زود نشان داده شد و بازی در اوایل ساخت خود به سر می‌برد. در نهایت کینگدم هارتس ۳ در ژانویه ۲۰۱۹ در سراسر جهان عرضه شد. بازی با واکنش‌های مثبتی از سوی منتقدان همراه بود، که گرافیک، حاشیه صوتی، سبک هنری، روند بازی، و انواع گزینه‌های مبارزه آن مورد تحسین قرار گرفت، اما منتقدان نسبت به داستان و چگونگی ارائه آن انتقاداتی داشتند. بازی در هفتهٔ اول انتشار بیش از پنج میلیون نسخه به‌فروش رساند، و به سریع‌ترین و پرفروش‌ترین بازی تاریخ این سری در آمریکای شمالی تبدیل شد. یک محتوای قابل دانلود تحت عنوان کینگدم هارتس ۳ ری مایند در ژانویه و فوریه ۲۰۲۰، برای کنسول‌های پلی‌استیشن ۴ و ایکس‌باکس وان در دسترس قرار گرفت. نسخهٔ سازگار شده این بازی همراه با سایر عناوین این فرنچایز در ۳۰ مارس ۲۰۲۱، برای سیستم‌عامل مایکروسافت ویندوز عرضه شد. نسخه‌ای ابری نیز برای نینتندو سوئیچ به‌علاوه محتوای قابل دانلود ری مایند در ۱۰ فوریه ۲۰۲۲ منتشر شد.
دنباله‌ای تحت عنوان کینگدم هارتس ۴ در دست ساخت است.